# Мохеган-сан-арена
Мохеган Сан Арена (англ.  Mohegan Sun Arena) — спортивно-развлекательный комплекс, расположенный в Анкасвилле, Коннектикут, США. Площадь составляет 2 800 м², высота 120 м. Комплекс прилагался к сети казино «Мохеган Сан», здесь проводились различного вида конкурсы, устраивались концерты многих артистов. С 2003 года арена в основном используется как домашняя площадка для баскетбольной команды «Коннектикут Сан» из ВНБА.

## Значимые мероприятия
- Матч всех звёзд WNBA: 2005, 2009, 2013
- соревнования по реслингу WWE SmackDown и WWE NXT: 2010 и 2011